# Nederlandsch Verbond van Vrijmetselaren
Het Nederlandsch Verbond van Vrijmetselaren (N.V.V.V.) is een Nederlandse obediëntie oftewel koepelorganisatie van gemengde vrijmetselaarsloges. Het lidmaatschap van de N.V.V.V. staat open voor mannen en vrouwen, dit in tegenstelling tot bijvoorbeeld de Orde van Vrijmetselaren onder het Grootoosten der Nederlanden die alleen mannen toelaat. Anno 2025 kent het N.V.V.V. nog een actieve loge, loge 'Rakoczy' in Delft. Dit is tevens de oudste nog werkzame gemengde loge in Nederland.

## Ontstaan
Het Nederlandsch Verbond van Vrijmetselaren werd op 18 mei 1919 opgericht als afsplitsing van de Nederlandse Federatie Le Droit Humain, uit onvrede met het door Le Droit Humain ingevoerde rituaal. De oprichtende loges van het N.V.V.V. waren:de loges 'Cazotte' te Amsterdam, 'Rakoczy' te Den Haag en 'Graaf van Welldone' te Utrecht.
Alle drie deze loges waren voortgekomen uit de Londense loge ‘Human Duty’, die op het gebied van theosofie, mystiek en occultisme een grote naam had verworven.
In 1958 is de relatie met Le Droit Humain hersteld, en vond wederzijdse erkenning plaats door beide obediënties.

## Ritus en graden
Binnen het Nederlandsch Verbond van Vrijmetselaren wordt alleen gewerkt in de drie symbolieke of basisgraden van leerling, gezel en meester. Hierbij wordt gewerkt met het Engels rituaal, zoals ook bij Le Droit Humain wordt toegepast.
Bij de leden van het N.V.V.V. groeide na verloop van tijd de behoefte om - overeenkomstig de traditie in de Engelse vrijmetselarij - de drie basisgraden af te sluiten met de (neven-)graad van het Heilig Koninklijk Gewelf. Hiertoe is in 1970 het kapittel 'Horeb' opgericht binnen het N.V.V.V.
De hogere graden van de Schotse Ritus worden niet beoefend bij het N.V.V.V. De leden kunnen dit doen via een nevenorganisatie van de Nederlandse Grootloge der Gemengde Vrijmetselarij, de Nederlandse Opperraad van de 33e en laatste graad van de Aloude en Aangenomen Schotse Ritus der Gemengde Vrijmetselarij (N.O.G.V.).

## Loges

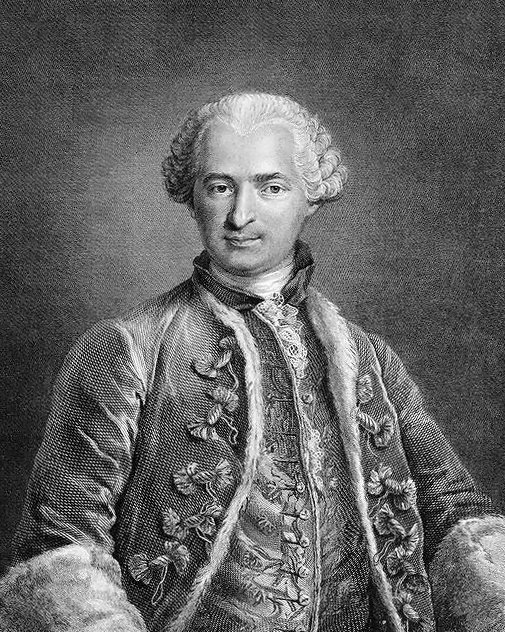
Graaf van Saint-Germain, gravure uit 1783

### Loge Rakoczy
Het Nederlandsch Verbond van Vrijmetselaren telt één actieve loge werkend in de basis of 'blauwe' graden, loge nr. 2  'Rakoczy'.  Deze loge is opgericht onder nr. 41 in Le Droit Humain in 1911 en was een van de drie stichtende loges van het N.V.V.V. in 1919. Zij is vernoemd naar de graaf van Saint-Germain (ca. 1710 - 1784), alias prins Rakoczy, wiens levensloop voor vele westers-esoterische bewegingen een bron van inspiratie vormt. De loge heeft lang in Den Haag gearbeid aan de Laan van Meerdervoort in een gebouw wat zij deelde met een loge van de Theosofische Vereniging in Nederland. Anno 2025 komt zij echter bijeen in het logegebouw van de Delftse loge Silentium aan de Choorstraat.
Sinds januari 2011 is het mogelijk voor meester vrijmetselaars om zich als 'b-lid' aan te sluiten bij loge 'Rakoczy', wat betekent dat zij deel kunnen nemen aan alle activiteiten zonder het lidmaatschap van hun eigen loge op te hoeven zeggen. Ook het lidmaatschap van het kapittel Horeb staat open voor iedere vrijmetselaar die ongeveer één jaar meester-vrijmetselaar is, mits zij bij een door het Verbond erkende obediëntie zijn aangesloten.

### Inactieve loges
Het N.V.V.V. kent enkele inactieve loges.
| Nr. | Naam                   | Zetel            | Oprichting | Opheffing/ Overgang | Toelichting                                                                 |
| --- | ---------------------- | ---------------- | ---------- | ------------------- | --------------------------------------------------------------------------- |
| 1   | Cazotte (*)            | Amsterdam        | 1905       | 1939                | Opgericht onder nr. 13 in Le Droit Humain, overgegaan naar N.V.V.V. in 1919 |
| 3   | Graaf van Welldone (*) | Utrecht          | 1916       | 2009                | Opgericht onder nr. 94 in Le Droit Humain, overgegaan naar N.V.V.V. in 1919 |
| 4   | Pythagoras             | Nederlands-Indië | 1921/22    | 1925                | Opgeheven                                                                   |
| 5   | Graaf de Saint-Germain | Leiden           | 1922       | 1947                | Opgeheven                                                                   |
|     | Lux Orientis           | Deventer         | 1934       | 1947                | Provisoire loge                                                             |

(*} stichtende loge N.V.V.V.